# Parque nacional Maryland
El Parque Nacional Maryland es un parque nacional en Nueva Gales del Sur (Australia), ubicado a 604 km al norte de Sídney.

## Ficha
- Área: 9 km²
- Coordenadas: 28°30′17″S 152°04′40″E / -28.50472, 152.07778
- Fecha de creación: 1 de enero de 1999
- Administración: Servicio Para la Vida Salvaje y los Parques Nacionales de Nueva Gales del Sur
- Categoría IUCN: Ia